# Pedralba de la Pradería
Pedralba de la Pradería (en senabrés Pedralba) es un municipio y localidad española de la comarca de Sanabria, en la provincia de Zamora, comunidad autónoma de Castilla y León.

## Geografía
Se encuentra ubicado en la comarca de Sanabria, al noroeste de la provincia de Zamora. En su término municipal se encuentran las localidades de Calabor, Lobeznos, Pedralba de la Pradería, Rihonor de Castilla y Santa Cruz de Abranes. Posee una estación de ferrocarril.

## Lenguas
Pedralba de la Pradería es uno de los municipios de la provincia de Zamora en que se hablan varias lenguas, empleándose en el mismo tanto español como leonés y gallego. De este modo, Pedralba de la Pradería es un municipio caracterizado por su elevada diversidad y riqueza lingüística, al estar presentes en él tres lenguas romances, si bien es cierto que en el caso del leonés y el gallego que se hablan en el municipio se emplean en sus respectivas variantes sanabresas y, por ello, muestran una gran semejanza entre sí, con un porcentaje mayoritario de léxico compartido, influenciándose mutuamente, sintiéndose también la influencia del castellano en el leonés y el gallego de las localidades del municipio, al ser además el castellano la única lengua oficial en el municipio.
En este sentido, en la localidad de Calabor se conserva una variante dialectal del gallego con influencias leonesas y portuguesas, mientras que en Santa Cruz, Rihonor de Castilla, Pedralba y Ungilde se conservan variedades dialectales del leonés, estando más influidas por el castellano las hablas de Pedralba y Ungilde y con más influencia del portugués el leonés de Rihonor de Castilla.

## Historia
Durante la Edad Media Pedralba quedó integrado en el Reino de León, cuyos monarcas habrían acometido la repoblación de la localidad dentro del proceso repoblador llevado a cabo en Sanabria. Tras la independencia de Portugal del reino leonés en 1143 Pedralba habría sufrido por su situación geográfica los conflictos entre los reinos leonés y portugués por el control de la frontera, quedando estabilizada la situación a inicios del siglo XIII.
Posteriormente, en la Edad Moderna, Pedralba fue una de las localidades que se integraron en la provincia de las Tierras del conde de Benavente y dentro de esta en la receptoría de Sanabria. No obstante, al reestructurarse las provincias y crearse las actuales en 1833, Pedralba pasó a formar parte de la provincia de Zamora, dentro de la Región Leonesa, quedando integrado en 1834 en el partido judicial de Puebla de Sanabria.
Por otro lado, en torno a 1850, el municipio de Pedralba tomó su actual extensión territorial, al integrar en su término las localidades de Calabor, Lobeznos, Rihonor de Castilla y Santa Cruz de Abranes.
Hasta la reforma de la nomenclatura municipal de 1916 el municipio se llamaba simplemente Pedralba. En dicha fecha su nombre fue modificado por el de Pedralba de la Pradería.

## Geografía humana

### Población por núcleos
| Núcleo de población     | Población (2024) |
| ----------------------- | ---------------- |
| Pedralba de la Pradería | 68               |
| Calabor                 | 62               |
| Lobeznos                | 25               |
| Rihonor de Castilla     | 25               |
| Santa Cruz de Abranes   | 19               |

### Demografía
Cuenta con una población de 195 habitantes (INE 2024).
| Gráfica de evolución demográfica de Pedralba de la Pradería entre 1842 y 2021 |
| |
| Población de derecho según los censos de población del INE Población de hecho según los censos de población del INEEn estos censos se denominaba Pedralba: 1842, 1857, 1860, 1877, 1887, 1897, 1900 y 1910 Entre el censo de 1857 y el anterior, crece el término del municipio porque incorpora a 495021 (Calabor), 495071 (Lobeznos), 495107 (Rihonor de Castilla) y 495133 (Santa Cruz de Abranes) |